# Pierre Dorian
Pour les articles homonymes, voir Dorian.
Pierre-Julien Dorian né le 21 mars 1976, est un journaliste sportif français travaillant sur RMC.

## Parcours
Il commence sa carrière sur Sport O'FM où il présente, avec Nathalie Pradeau, le Top Live, de 10 h à 12 h, émission de sport et de musique. Il travaille aussi à La Dépêche du Midi, à Castres, en début de carrière.
Depuis 2002, il couvre de nombreux événements sportifs pour RMC comme la coupe du monde de rugby à XV, la coupe du monde de football, les Jeux olympiques d'été, les Jeux olympiques d'hiver ou encore les championnats du monde de ski alpin. Entre 2004 et 2008, il anime l'Intégrale Sport le week-end en alternance avec Jean-François Maurel, Yann Lavoix ou Christophe Cessieux. Il a aussi animé l'émission hebdomadaire de Tony Parker, le Tony Parker Show, pendant trois ans, de septembre 2004 à avril 2007, avec François Giuseppi.
Depuis mai 2008, il présente le Moscato Show, avec Vincent Moscato, Maryse Ewanje-Epée, Éric Di Meco et Adrien Aigoin, du lundi au vendredi, de 18h à 20h, de 16h à 19h à partir de 2014 et de 15h à 18h à partir de 2015. Depuis le 10 octobre 2011, il anime le TP Show qui est de retour sur l'antenne de RMC après quatre ans d'absence et coanime également l'émission Basket Time qui prend provisoirement la place du TP Show pendant les playoffs NBA 2013.
Lors de la saison 2013-2014, en plus du Moscato Show, Pierre Dorian co-anime également Luis attaque avec Luis Fernandez du lundi au jeudi entre 16h et 18h. Il accompagne aussi Jean-Michel Larqué pour Larqué Foot le vendredi de 16h à 18h. Il laisse l'animation de ces deux émissions de football à la rentrée 2014.
D'avril à juin 2016, il anime Before Rio sur RMC, un show consacré aux Jeux olympiques d'été de 2016, tous les lundis de 21 heures à 22 heures avec Jacques Monclar et Loïc Briley.
Il fait une apparition en tant que chroniqueur dans l'After Foot en août 2023.